# ナシム・アクルール
ナシム・アクルール（アラビア語: نسيم أكرور, フランス語: Nassim Akrour, 1974年7月10日 - ）は、フランス・オー＝ド＝セーヌ県・クールブヴォア出身のアルジェリア代表サッカー選手。シャンベリーSF所属。ポジションはフォワード。

## 経歴
フランスのアマチュアでプレーした後イングランドの6部、5部でプレー。2000年に3部のFCイストルに移籍翌年は2部に昇格すると2002年には1部のトロワACに移籍するも1年で降格、2004年に2部のル・アーヴルACに移籍。翌シーズンにグルノーブル・フット38に移籍クラブの最多出場、最多得点記録を保持し、2008年には6シーズンぶりに1部でプレーした。2010年にはFCイストルへ8年ぶりに復帰した。

## 代表歴
2001年12月6日ガーナ戦でデビューし、2002年1月14日ベナン戦で初得点。
アフリカネイションズカップ2002、アフリカネイションズカップ2004に出場した。